# بخش کامفیروز شمالی
بخش کامفیروز شمالی یکی از بخش‌های شهرستان مرودشت در استان فارس در جنوب ایران است.
شهر خانمین که تا مردادماه ۱۳۹۱ روستا بود مرکز این بخش است.

## پیشینه تاریخی
کامفیروز در منابع تاریخی به صورت زیر آمده‌است:
جایی است در فارس. (از معجم البلدان). 
جایی است به فارس در بالای مرودشت. (سرزمین‌های خلافت شرقی) ناحیتی است بر کنار رود کر و بیشه‌ای عظیم است. همه درختان بلوط و زعرور و بید و معدن شیران است . چنانکه هیچ جای مانند آن شیران نباشد به شرزه و چیرگی و هوای آن سردسیر است به اعتدال و آب از رود است . آبی خوشگوار و حومه ٔ آن تیرمایجان است و بیشتر دیه‌های آن خراب است. (فارسنامه ٔ ابن بلخی نیکلسون ص ۱۲۴ و ۱۲۵). و رجوع به نزهةالقلوب ص ۱۲۶ شود. 
نام ولایتی است از فارس. (برهان ) (آنندراج). بطول ۵۴ و عرض ۳۰ کیلومتر از شمال محدود به چهاردانگه و از مشرق برامجرد، از جنوب به بیضا و از مغرب به ممسنی، جمعیت آن ۶۰۰۰ تن و مرکز آن پالنگری و دارای ۳۳ قریه است. (حاشیه ٔبرهان از ص ۲۲۷ جغرافیایی سیاسی کیهان). 
نام شهری بوده به فارس از ابنیه ٔ فیروز جد انوشیروان چون سال‌ها باران نمی‌آمد و او به دعای باران رفته در آن سرزمین باران ببارید و کام او برآمد آنجا شهری ساخته و کافیروز نام نهاد. در آب ریزان نوشته شد و کامفیروز ناحیتی است بر کنار بیشه ٔ عظیم که درختان بلوط و بید و زعرور بسیار دارد و آن بیشه معدن شیران شرزه است و هوای آن سردسیر نزدیک به اعتدال است و آب آن خوشگوار و از رود است. و نهر کامفیروز ازبیضا و مرودشت و کربال گذشته به بحیره ٔبختگان که در میان نیریز و خَبر است می‌ریزد و بند امیر عضدالدوله در این رود است. (از آنندراج). 
وسعت و حدود ۹ فرسنگ است. طول آن ۵۴ کیلومتر و عرض آن ۳۰ کیلومتر. از شمال به بلوک چهاردانگه، از مشرق به بلوک رامجرد، از جنوب به بلوک بیضا، از مغرب به ناحیه ٔ ممسنی محدود می‌شود. هوای آن معتدل محصولاتش غلات و برنج است. جمعیت آن ۶۰۰۰ تن است، مرکزش پالنگری مشتمل بر ۳۳ قریه است. (جغرافیای غرب ایران ص ۱۱۰). 
نام یکی از دهستانهای هشتگانه ٔبخش اردکان شهرستان شیراز. حدود و مشخصات آن بقرار زیر است : از شمال شهرستان آباده و گردنه ٔ غلام کشته، از خاور و شمال خاوری دهستان ایرج، از باختر به دهستان‌های حومه اردکان و کمهر و کاکان، از جنوب به دهستان‌های رامجرد و بیضا و حومه . این دهستان در شمال خاوری بخش واقع و هوای آن معتدل است و از رودخانه‌های کروشول و بستانک و چشمه سارهای متعدد مشروب می‌شود. موقعیت : دامنه و جلگه است. محصولاتش غلات، حبوبات، برنج، لبنیات. اهالی به کشاورزی و گله داری گذران میکنند. از صنایع دستی قالی و گلیم بافی است. از ۴۶ آبادی بزرگ و کوچک تشکیل شده و دارای ۹۰۰۰ تن سکنه می‌باشد. آبادیهای مهم آن عبارتند از: خانیمن، بکیان، مهجن آباد، تل سرخ، پالانگری نو، بی مور، شول پلنگی، شول بزرگ، شول دلخان، ساران سیدمحمد. راه فرعی پل خان بخانی من از وسط این دهستان کشیده شده و به اغلب قراء آن با اتومبیل می‌توان رفت. (از فرهنگ جغرافیایی ایران ج ۷).

## مردم
مردم لر زبان بیشتر جمعیت منطقه کامفیروز را تشکیل می دهند و در کنار انها اقوام مختلف باصری و قشقایی زندگی می کنند.
جمعیت قوم لر در این منطقه حدود ۹۰ درصد 
و جمعیت ایل باصری حدود ۶ درصد و جمعیت ایل قشقایی در این منطقه حدود ۴ درصد براورد می شود.

## تقسیمات کشوری
- بخش کامفیروز شمالی
  - دهستان کامفیروز شمالی
  - دهستان گرمه

شهر : خانمین

## رتبه در استان
بخش های کامفیروز شمالی و کامفیروز جنوبی چهارمین بخش پرجمعیت  استان فارس می باشند. و با توجه به آماده بودن تقسیمات دو بخش بهترین فرصت برای ارتقاء به شهرستان را دارند.

لیست ۱۰ بخش پرجمعیت استان فارس که در آینده شهرستان خواهند شد.
| ردیف | بخش                                   | شهرستان   | جمعیت سال ۱۳۹۵ |
| ---- | ------------------------------------- | --------- | -------------- |
| ۱    | بخش درودزن                            | مرودشت    | ۳۷٬۸۲۶         |
| ۲    | بخش جره و بالاده                      | کازرون    | ۳۵٬۵۲۴         |
| ۳    | بخش سیدان                             | مرودشت    | ۳۲٬۸۵۰         |
| ۴    | بخش کامفیروز جنوبی+بخش کامفیروز شمالی | مرودشت    | ۳۱٬۲۹۴         |
| ۵    | بخش ششده و قره بلاغ                   | فسا       | ۳۰۷۰۲          |
| ۶    | بخش جنت                               | داراب     | ۲۹٬۸۵۲         |
| ۷    | بخش شیبکوه                            | فسا       | ۲۶٬۹۱۹         |
| ۸    | بخش جویم                              | لارستان   | ۲۵٬۰۸۱         |
| ۹    | بخش میمند                             | فیروزآباد | ۲۴٬۸۸۵         |
| ۱۰   | بخش فورگ                              | داراب     | ۲۲٬۱۳۸         |

هم اکنون جمعیت منطقه کامفیروز از ۳ شهرستان زیر بیشتر است
| ردیف | شهرستان  | مرکز     | جمعیت سال ۱۳۹۵ |
| ---- | -------- | -------- | -------------- |
| ۱    | پاسارگاد | سعادت‌شهر | ۳۰٬۱۱۸         |
| ۲    | بوانات   | بوانات   | ۲۷٬۲۸۹         |
| ۳    | سرچهان   | کره ای   | ۲۳٬۱۲۹         |